# ヒラタタマバチ科
ヒラタタマバチ科（ヒラタタマバチか、Ibaliidae）は、 ハチ目タマバチ上科に属する科の一つである。
現生種は Ibalia属、Heteribalia属、Eileenella属の３属、約20種が知られている。生態がわかっている種は全て、キバチ類の卵および幼虫に寄生する。オーストラリアやニュージーランドなどではIbalia属の一部の種がキバチ類の生物的防除資材として導入されている。

## 主な特徴
- 非常に大型のタマバチの一群で、体長は10-20mm。
- 腹部は強く横から平圧され、扁平。
- 前胸背板は背面がよく発達する。
- 後脚腿節は頑丈で、後脚基節とおよそ同じ長さ。
- 後脚付節の第２節は先端に瘤状の突起を持つ。